# Ángel Fernández Artime
Ángel Fernández Artime S.D.B. (Lluanco, 1960. augusztus 21. –) spanyol római katolikus pap, szalézi szerzetes, a rend nyugalmazott nagyrektora, a Megszentelt Élet Intézményeinek és az Aposoli Élet Társaságainak Dikasztériuma proprefektusa, bíboros. Korábban 2000 és 2006 között a Leóni Szalézi Tartomány, 2009 és 2014 között pedig a Dél-argentínai Tartomány tartományfőnöke volt, majd 2014 és 2024 között a rend nagyrektora volt első spanyolként, aki ezt a tisztséget betöltötte.
Ferenc pápa a 2023. szeptember 30-i konzisztóriumon bíborossá kreálta és engedélyezte Fernández számára, hogy 2024. augusztus 16-ig rektori tisztségét betöltse. Ő az első klerikus, akit bíborossá kreáltak, miközben egy szerzetesrendet vezetett és ő volt az első választó bíboros, aki nem püspök, mióta Roberto Tucci 2001-ben két hónapot töltött választó bíborosként.
Püspökké szentelésére 2024. április 20-án került sor.

## A kezdetek
Ángel Fernández Artime 1960. augusztus 21-én született az asztúriai Gozón-Luancóban. Édesapja halász volt, édesanyja pedig eladta a fogásait. Családja 1970-ben a palenciai Astudillóba költözött, ahol bentlakásos iskolába iratkozott be. Ezt követően három évig Cambadosban (Pontevedra) tanult, majd a leóni szalézi iskolába lépett. Első szerzetesi fogadalmát 1978. szeptember 3-én, örökfogadalmát pedig 1984. június 17-én tette le Santiago de Compostelában. 1987. július 4-én szentelték pappá Leónban.
Fernández a Valladolidi Egyetemen szerzett alapdiplomát pasztorális teológiából, filozófiából és pedagógiából.
Felszentelése után az Avilés-i (Asztúria) Santo Angel Szalézi Kollégiumban kezdte meg hittanoktatói szolgálatát, majd az Ourense-i Szalézi Kollégium igazgatója volt.

## Pályafutás
A León-i Szalézi Tartomány tagjaként Fernández a tartományi tanács tagja és tartományfőnök-helyettese volt. 2000 és 2006 között a tartomány elöljárója volt. Őt választották ki a 2008-as római 26. generális káptalan szervezőinek csapatába. 2009-ben a Buenos Aires-i székhelyű Dél-argentínai Tartomány provinciálisává választották. Ott Fernández együtt dolgozott Jorge Mario Bergoglio bíborossal, a későbbi Ferenc pápával.
A Szaléziak Általános Tanácsa 2014 márciusában hat évre megválasztotta a rend nagyrektorává. A sevillai székhelyű új, Mediterrán Spanyolország Tartomány provinciálisának jelölték, de megválasztása miatt ezt a tisztséget nem töltötte be. Ő az első spanyol és a harmadik nem olasz, aki a szaléziak nagyrektora lett.
Nagyrektorként 2015. január 24-én Torinóban elnökölt Bosco Szent János születésének 200. évfordulója alkalmából rendezett ünnepségek megnyitóján.
2020. március 11-én második hatéves rektori ciklusra választották meg.
2023. július 9-én Ferenc pápa bejelentette, hogy a szeptember 30-i konzisztóriumon bíborossá kívánja kreálni. Ő az első szerzetesi kongregáció elöljárója, akit bíborossá neveztek ki. Ezen a konzisztóriumon bíboros diakónusi rangot kapott és a Santa Maria Ausiliatrice-bazilikát jelölték ki címtemplomául.
Ferenc pápa eredetileg azt mondta Fernándeznek, hogy 2024. július 31-ig maradhat nagyrektor, amikor is új megbízatást kap. Később ezt a dátumot augusztus 16-ra módosította. Fernández 2023. október 4-én tagja lett A Megszentelt Élet Intézményeinek és az Apostoli Élet Társaságainak Dikasztériumának. Fernández bejelentette, hogy a szaléziak 2025 tavaszán választást terveznek tartani a nagyrektori tisztségének leváltására.
Püspökké szentelésére 2024. április 20-án került sor. Ferenc pápa Ursona címzetes székével bízta meg. Püspökké szentelte Emil Paul Tscherrig bíboros, társszentelői Cristóbal López Romero bíboros és Lucas Van Looy szalézi püspök voltak. Augusztus 16-án bejelentette, hogy nagyrektori szolgálata véget ért.
2025. január 6-án Ferenc pápa kinevezte a Megszentelt Élet Intézményeinek és az Apostoli Élet Társaságainak Dikasztériuma proprefektusává.